# Gonolobus striatus
Gonolobus striatus är en oleanderväxtart som beskrevs av Carl Friedrich Philipp von Martius och Gal.. Gonolobus striatus ingår i släktet Gonolobus och familjen oleanderväxter. Inga underarter finns listade i Catalogue of Life.